# Amoeba's Secret
Amoeba's Secret é um EP do cantor britânico Paul McCartney, lançado em novembro de 2007. Foi gravado durante uma performance surpresa no Amoeba Music em Hollywood, California, no dia 27 de junho de 2007. A baixa qualidade da imagem presente na capa foi intencional, com o objetivo de se assemelhar a um bootleg.

## Faixas
1. "Only Mama Knows" (Paul McCartney) – 3:47
2. "C Moon" (P. McCartney, Linda McCartney) – 3:17
3. "That Was Me" (P. McCartney) – 3:03
4. "I Saw Her Standing There" (Lennon–McCartney) – 3:25